# Liste des cavités naturelles les plus profondes des Alpes-de-Haute-Provence
La liste des cavités naturelles les plus profondes des Alpes-de-Haute-Provence recense, sous forme de tableau(x), les cavités souterraines naturelles connues dans ce département français, dont le dénivelé est supérieur ou égal à cinquante mètres.
La communauté spéléologique considère qu'une cavité souterraine naturelle n'existe vraiment qu'à partir du moment où elle est « inventée » c'est-à-dire découverte (ou redécouverte), inventoriée, topographiée et publiée. Bien sûr, la réalité physique d'une cavité naturelle est la plupart du temps bien antérieure à sa découverte par l'homme ; cependant tant qu'elle n'est pas explorée, mesurée et révélée, la cavité naturelle n'appartient pas au domaine de la connaissance partagée.
La liste spéléométrique des 41 plus profondes cavités naturelles des Alpes-de-Haute-Provence (≥ cinquante mètres) est actualisée fin décembre 2022.
La plus profonde cavité souterraine naturelle répertoriée dans le département des Alpes-de-Haute-Provence est « l'aven du Caladaïre », sur la commune de Montsalier (cf. ligne 1 du tableau ci-dessous).
| \| Histogramme de la répartition des plus profondes cavités naturelles des Alpes de Haute-Provence par classe de dénivelé -- Les 41 cavités citées fin 2020 sont réparties en 4 classes de dénivelé -- \| \| \| \| \| \| \| \| \| \| \| \| \| \| \| classe I >= 500 m 1 cavité[s] \| classe II >= 200 m et < 500 m 6 cavités \| classe III >= 100 m et < 200 m 9 cavités \| classe IV >= 50 m et < 100 m 25 cavités \| \| |                               |                                         |                                          |                                         |  |
| Le graphique qui aurait dû être présenté ici ne peut pas être affiché car il utilise l'ancienne extension Graph, désactivée pour des questions de sécurité. Des indications pour créer un nouveau graphique avec la nouvelle extension Chart sont disponibles ici . |                               |                                         |                                          |                                         |  |
| Histogramme de la répartition des plus profondes cavités naturelles des Alpes de Haute-Provence par classe de dénivelé -- Les 41 cavités citées fin 2020 sont réparties en 4 classes de dénivelé -- |                               |                                         |                                          |                                         |  |
| |                               |                                         |                                          |                                         |  |
| | classe I >= 500 m 1 cavité[s] | classe II >= 200 m et < 500 m 6 cavités | classe III >= 100 m et < 200 m 9 cavités | classe IV >= 50 m et < 100 m 25 cavités |  |

## Cavités des Alpes-de-Haute-Provence (France) dont la dénivellation est supérieure ou égale à 500 mètres
1 seule cavité est recensée dans cette « classe I » au 31-12-2022.
| Réf. | Cavité (autres noms) | Commune    | Massif ou zone    | Coordonnées (WGS 84)        | Dénivelée (mètres) | Développe. (mètres) | Sources ou références | Mise à jour |
| ---- | -------------------- | ---------- | ----------------- | --------------------------- | ------------------ | ------------------- | --------------------- | ----------- |
| 1    | Aven du Caladaïre    | Montsalier | Monts de Vaucluse | 44° 02′ 08″ N, 5° 36′ 09″ E | +000667, m         | +1 850, m           | Grottocenter          | 2010-03     |

## Cavités des Alpes-de-Haute-Provence (France) dont la dénivellation est comprise entre 200 mètres et 499 mètres
6 cavités de cette « classe II » sont recensées au 31-12-2022.
| Réf. | Cavité (autres noms) | Commune                          | Massif ou zone    | Coordonnées (WGS 84)        | Dénivelée (mètres) | Développe. (mètres) | Sources ou références     | Mise à jour |
| ---- | -------------------- | -------------------------------- | ----------------- | --------------------------- | ------------------ | ------------------- | ------------------------- | ----------- |
| 2    | Aven des Mûres       | Banon                            | Monts de Vaucluse | 44° 01′ 53″ N, 5° 39′ 31″ E | +000410, m         | +1 120, m           | Spelunca no 102           | 2005-01     |
| 3    | Grotte des Chamois   | Castellet-lès-Sausses & Méailles | Grand Coyer       | 44° 03′ 03″ N, 6° 41′ 56″ E | +000390, m         | +13 900, m          | Spéléométrie de la France | 2016-08     |
| 4    | Aven du Calavon      | Banon                            | Monts de Vaucluse | 43° 59′ 52″ N, 5° 38′ 36″ E | +000263, m         | +1 100, m           | Grottocenter              | 2000-12     |
| 5    | Aven du Nid d'Aigle  | Montsalier                       | Monts de Vaucluse | 44° 00′ 46″ N, 5° 36′ 03″ E | +000247, m         | NC                  | SSA                       | 2000-12     |
| 6    | Aven des Quatre      | Revest-des-Brousses              | Monts de Vaucluse | 43° 59′ 27″ N, 5° 40′ 07″ E | +000205, m         | +0250, m            | Grottocenter              | 2000-12     |
| 7    | Aven de la Pépette   | Simiane-la-Rotonde               | Monts de Vaucluse | 44° 00′ 15″ N, 5° 35′ 47″ E | +000180, m         | +0250, m            | Spelunca no 98            | 2004-01     |

## Cavités des Alpes-de-Haute-Provence (France) dont la dénivellation est comprise entre 100 mètres et 199 mètres
9 cavités de cette « classe III » sont recensées au 31-12-2022.
| Réf. | Cavité (autres noms)  | Commune                  | Massif ou zone    | Coordonnées (WGS 84)        | Dénivelée (mètres) | Développe. (mètres) | Sources ou références               | Mise à jour |
| ---- | --------------------- | ------------------------ | ----------------- | --------------------------- | ------------------ | ------------------- | ----------------------------------- | ----------- |
| 8    | Aven Jacky            | Simiane-la-Rotonde       | Monts de Vaucluse | 44° 00′ 28″ N, 5° 34′ 40″ E | +000180, m         | NC                  | Spéléométrie de la France           | 2000-12     |
| 9    | Aven des Cèdres       | Saint-Étienne-les-Orgues | Monts de Vaucluse | 44° 04′ 43″ N, 5° 48′ 23″ E | +000178, m         | +0250, m            | Spéléométrie de la France           | 2000-12     |
| 10   | Perte de Lignin n°14  | Colmars                  | Grand Coyer       | 44° 06′ 24″ N, 6° 42′ 18″ E | +000161, m         | +0595, m            | Fédération spéléologique européenne | 2022-12     |
| 11   | Aven du Bourinet      | Simiane-la-Rotonde       | Monts de Vaucluse | 43° 59′ 11″ N, 5° 32′ 07″ E | +000157, m         | NC                  | Speleo-Vaucluse                     | 2000-12     |
| 12   | Aven des Grands-Ducs  | La Palud-sur-Verdon      | Plans du Verdon   | 43° 47′ 26″ N, 6° 16′ 58″ E | +000149, m         | +0200, m            | Spéléométrie de la France           | 2000-12     |
| 13   | Aven de Basset        | Simiane-la-Rotonde       | Monts de Vaucluse | 43° 59′ 08″ N, 5° 31′ 11″ E | +000133, m         | +1 013, m           | Report topo Demars 2016, gsbm.fr,   | 2014-09     |
| 14   | Grotte du Cul de Bœuf | Méailles                 | Grand Coyer       | 44° 03′ 12″ N, 6° 37′ 36″ E | +000131, m         | +0650, m            | Spéléométrie de la France           | 2000-12     |
| 15   | Abîme Hermellin       | Rougon                   | Plans du Verdon   | 43° 45′ 20″ N, 6° 23′ 08″ E | +000115, m         | NC                  | Spéléométrie de la France           | 2000-12     |
| 16   | Aven des Feuilles     | Banon                    | Monts de Vaucluse |                             | +000101, m         | +0101, m            | Info 2008 Pascal Béteille †         | 2008-12     |

## Cavités des Alpes-de-Haute-Provence (France) dont la dénivellation est comprise entre 50 mètres et 99 mètres
25 cavités de cette « classe IV » sont recensées au 31-12-2022.
| Réf. | Cavité (autres noms)                     | Commune                  | Massif ou zone          | Coordonnées (WGS 84)        | Dénivelée (mètres) | Développe. (mètres) | Sources ou références             | Mise à jour |
| ---- | ---------------------------------------- | ------------------------ | ----------------------- | --------------------------- | ------------------ | ------------------- | --------------------------------- | ----------- |
| 17   | Font Gaillarde                           | Thorame-Haute            | Haut Verdon             | 44° 03′ 41″ N, 6° 34′ 34″ E | +0 00084, m        | +1 600, m           | Grottocenter                      | 2016-12     |
| 18   | Aven de Langoupidou                      | Saint-Jurs               | Plans du Verdon         | 43° 53′ 26″ N, 6° 11′ 16″ E | +0 00080, m        | +150, m             | Spéléométrie de la France         | 2000-12     |
| 19   | Aven Loufi                               | Montsalier               | Monts de Vaucluse       | 44° 00′ 16″ N, 5° 35′ 56″ E | +0 00077, m        | NC                  | Spéléométrie de la France         | 2000-12     |
| 20   | Aven des Bessons                         | Saint-Étienne-les-Orgues | Monts de Vaucluse       | 44° 02′ 34″ N, 5° 45′ 28″ E | +0 00076, m        | NC                  | Spéléométrie de la France         | 2000-12     |
| 21   | Aven PAC                                 | Noyers-sur-Jabron        | Monts de Vaucluse       | 44° 08′ 14″ N, 5° 50′ 04″ E | +0 00076, m        | +0100, m            | Spéléométrie de la France         | 2000-12     |
| 22   | Grotte de la Lare                        | Saint-Benoît             | Rocher de la Lare       | 43° 57′ 33″ N, 6° 44′ 01″ E | +0 00074, m        | +2 080, m           | Grottocenter                      | 2004-03     |
| 23   | Aven d'Arme Vieille                      | Rougon                   | Plans du Verdon         | 43° 45′ 55″ N, 6° 24′ 11″ E | +0 00073, m        | +0100, m            | Spéléométrie de la France         | 2000-12     |
| 24   | Aven de la Mule                          | Simiane-la-Rotonde       | Monts de Vaucluse       | 44° 00′ 27″ N, 5° 33′ 06″ E | +0 00069, m        | NC                  | Spéléométrie de la France         | 2000-12     |
| 25   | Aven du Rousti                           | Simiane-la-Rotonde       | Monts de Vaucluse       | 43° 59′ 57″ N, 5° 32′ 17″ E | +0 00063, m        | +0300, m            | Grottocenter                      | 2000-12     |
| 26   | Abîme de Coutelle                        | Lardiers                 | Monts de Vaucluse       | 44° 02′ 48″ N, 5° 41′ 49″ E | +0 00061, m        | +0100, m            | Spéléométrie de la France         | 2000-12     |
| 27   | Aven du Saut du Moine                    | Simiane-la-Rotonde       | Monts de Vaucluse       | 43° 57′ 15″ N, 5° 36′ 07″ E | +0 00060, m        | NC                  | Spéléométrie de la France         | 2000-12     |
| 28   | Aven Charles                             | Montsalier               | Monts de Vaucluse       | 44° 01′ 18″ N, 5° 35′ 38″ E | +0 00060, m        | +0089, m            | Report topo Demars 2019           | 2020-04     |
| 29   | Aven de Châteauneuf                      | La Palud-sur-Verdon      | Plans du Verdon         | 43° 49′ 00″ N, 6° 19′ 18″ E | +0 00056, m        | NC                  | Spéléométrie de la France         | 2000-12     |
| 30   | Grotte du Trou-Madame                    | Méailles                 | Grand Coyer             | 44° 01′ 59″ N, 6° 37′ 33″ E | +0 00056, m        | +0350, m            | Grottocenter                      | 2000-12     |
| 31   | Faille d'Irouelle                        | Rougon                   | Plans du Verdon         | 43° 45′ 36″ N, 6° 23′ 15″ E | +0 00055, m        | NC                  | Géorisques                        | 2008-07     |
| 32   | Grottes des Raganéous et des Théoriciens | Saint-Benoît             | Rocher de la Lare       | 43° 57′ 51″ N, 6° 44′ 19″ E | +0 00054, m        | +0847, m            | Report topo Audra 2014            | 2014-12     |
| 33   | Aven des Babaous                         | Les Omergues             | Monts de Vaucluse       | 44° 07′ 28″ N, 5° 33′ 02″ E | +0 00054, m        | NC                  | Spéléométrie de la France         | 2000-12     |
| 34   | Aven de Coutin                           | Banon                    | Monts de Vaucluse       | 44° 01′ 45″ N, 5° 39′ 23″ E | +0 00054, m        | +0100, m            | CDS 04                            | 2000-12     |
| 35   | Aven de Carlet                           | La Roche-Giron           | Monts de Vaucluse       | 44° 08′ 07″ N, 5° 39′ 13″ E | +0 00053, m        | NC                  | Spéléométrie de la France         | 2000-12     |
| 36   | Aven de la Moutte                        | Revest-du-Bion           | Monts de Vaucluse       | 44° 04′ 43″ N, 5° 34′ 19″ E | +0 00052, m        | NC                  | Grottocenter                      | 2000-12     |
| 37   | Aven de Grand Jean                       | La Palud-sur-Verdon      | Plans du Verdon         | 43° 47′ 23″ N, 6° 16′ 52″ E | +0 00051, m        | NC                  | Spéléométrie de la France         | 2000-12     |
| 38   | Grotte de Pigette no 2                   | Gréoux-les-Bains         | Basses gorges du Verdon | 43° 44′ 39″ N, 5° 52′ 30″ E | +0 00051, m        | +0453, m            | Spéléoscope no 32/33              | 2000-12     |
| 39   | Aven du Rossignol                        | Simiane-la-Rotonde       | Monts de Vaucluse       | 43° 59′ 46″ N, 5° 32′ 12″ E | +0 00050, m        | NC                  | Spéléométrie de la France         | 2000-12     |
| 40   | Aven de Chante Merle                     | Simiane-la-Rotonde       | Monts de Vaucluse       | 43° 57′ 59″ N, 5° 33′ 22″ E | +0 00050, m        | +0099, m            | Grottocenter & Infoterre & CDS 04 | 2000-12     |
| 41   | Aven du Vignal                           | Simiane-la-Rotonde       | Monts de Vaucluse       | 43° 59′ 31″ N, 5° 33′ 54″ E | +0 00050, m        | NC                  | Grottocenter & Infoterre & CDS 04 | 2000-12     |